# アドリアン・ルルジュライ
アドリアン・ルルジュライ（アルバニア語: Adrian Lulgjuraj、セルビア語: Адриан Љуљђурај / Adrian Ljuljđuraj）は、モンテネグロ・ウルツィニ出身のアルバニア人の歌手である。2012年12月22日に開催されたフェスティヴァリ・イ・ケンゲス2012の決勝戦にてブレダル・セイコとの共演曲「Identitet」が優勝を果たし、2013年5月にスウェーデンのマルメで開催されるユーロビジョン・ソング・コンテスト2013のアルバニア代表となることが決まった。
2012年6月、音楽祭トップ・フェスト2012に参加して「Evoloj」を歌い、最優秀男性アーティストに選出される。